# Hilton Kelley
Hilton Kelley é um ex-actor e ambientalista americano de Port Arthur, Texas. Ele recebeu o Prémio Ambiental Goldman em 2011 pela sua luta contra a poluição do distrito de Port Arthur pela indústria petroquímica e instalações de resíduos.